# Mtscheta

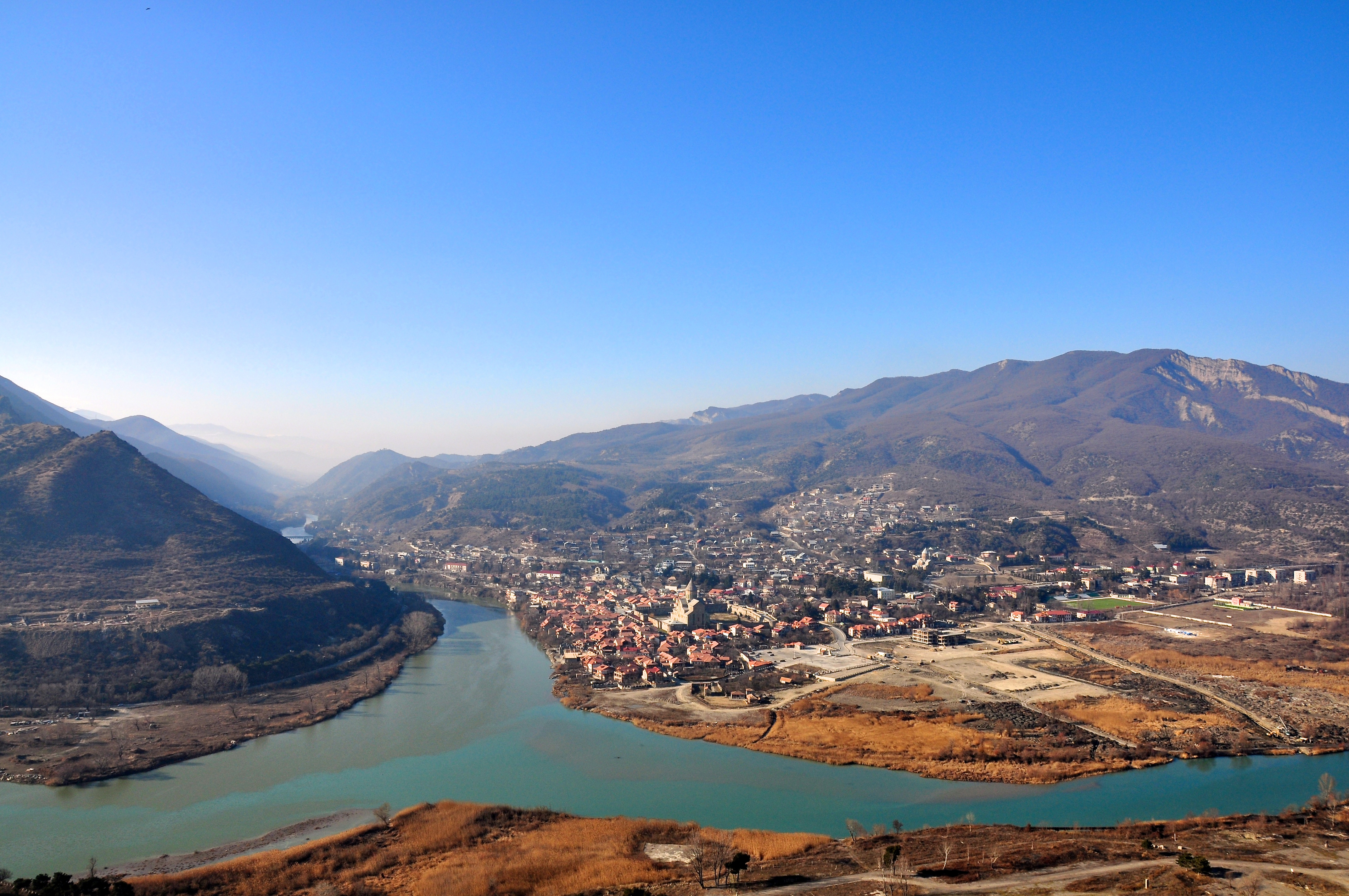
Floderna Kura och Aragvis sammanflöde i Mtscheta

Mtscheta (georgiska: მცხეთა) är en av de äldsta städerna i Georgien och administrativt centrum i regionen Mtscheta-Mtianeti. Staden har 7 940 invånare (2014).

## Historia
Staden var huvudstad i det kaukasiska kungadömet Iberien under 300-talet f.Kr. till 500-talet e.Kr. Det var här georgierna år 317 gick över till kristendomen och staden hyser än idag Georgisk-ortodoxa och apostoliska kyrkans högkvarter.

## Världsarv
De historiska monumenten i Mtscheta är sedan 1994 ett världsarv:
- Fästningen Armaztsiche
- Komplexet Svetitschoveli och Jvariklostret
- Samtavroklostret
- Achalkalakuriklostret
- Armaziklostret
- Kalaubani Sankt Georgs kyrka